# CanX-7
CanX-7 war die Bezeichnung eines kanadischen Technologieerprobungssatelliten, welcher vom University of Toronto Institute for Aerospace Studies entwickelt und betrieben wurde. Er hatte die Aufgabe, mit Hilfe von ausklappbaren Segeln das passive Abbremsen für einen Wiedereintritt zu erforschen.

## Hintergrund
Ziel des Projektes war es, einen Satelliten zu entwickeln, welcher mit passiven Mitteln die Dauer bis zum Wiedereintritt möglichst gering halten sollte. Es sollten Technologien untersucht werden, welche später auch bei anderen Satellitenmissionen im Low-Earth-Orbit eingesetzt werden könnten. Dies soll die Menge von Weltraummüll im niedrigen Erdorbit senken. CanX-7 besaß die Aufgabe zu erforschen, inwiefern ein CubeSat in einem 700 Kilometer hohen Orbit die Dauer bis zum Wiedereintritt auf 25 Jahre oder weniger reduzieren kann. Diese 25 Jahre sind laut dem Inter-Agency Space Debris Coordination Committee die maximale Zeit, welche ein Satellit im LEO nach Ende der Mission verbringen sollte.

## Missionsdetails

### Technische Daten
Der Satellit wurde auf Basis eines CubeSats der Größe 3U gefertigt. Er war 10 × 10 × 34 cm groß und wog etwa 3,75 kg. CanX-7 besaß vier ausklappbare Segel, welche jeweils 1 m2 groß waren. Des Weiteren war er mit einem ADS-B-Empfänger ausgerüstet und wurde von Solarzellen und Lithium-Ionen-Batterien mit Strom versorgt. Über einen S-Band-Transponder übermittelte er Daten an die Erde.

### Missionsverlauf
CanX-7 wurde am 26. September 2016 auf einer indischen PSLV-Trägerrakete vom Satish Dhawan Space Centre in eine niedrige Erdumlaufbahn gestartet. Nach etwa sieben Monaten Flug wurde am 3. Mai 2017 das Segel entfaltet und somit die Mission begonnen. Bereits eine Woche nach Entfaltung der Segel wurde eine verstärkte Absenkung der Umlaufbahn beobachtet.
Am 21. April 2022 verglühte der Satellit schließlich in der Erdatmosphäre.

### Missionsergebnisse
Mit Hilfe der 4 m2 großen Segel konnte die Dauer bis zum Wiedereintritt aus einem Orbit mit 700 km Höhe von normalerweise 175 Jahren auf etwa 5 Jahre verringert werden. Des Weiteren wurden vom 26. September 2016 bis zum 3. Mai 2017 insgesamt 4,3 Millionen ADS-B-Nachrichten von Flugzeugen empfangen.